# The Gardeners' Chronicle, ser. 3
The Gardeners' Chronicle, ser. 3, (abreujat Gard. Chron., ser. 3), és una revista il·lustrada amb descripcions botàniques que és editada a Londres. Va començar la seva publicació a l'any 1887. Va ser precedida per The Gardeners' Chronicle, new series.